# Aldeide ciclamino
Aldeide ciclamino è il nome commerciale di una aldeide aromatica, caratterizzata da un intenso odore floreale di ciclamino. Viene venduta anche con i nomi Cyclamal, Cyclaviol e Cyclosal. In natura la molecola è stata trovata in piccole quantità nella noce moscata e nella Averrhoa carambola. Prodotta artificialmente su scala industriale, nel 2015 ne sono state commercializzate oltre 1000 tonnellate. È uno dei più antichi ingredienti sintetici della profumeria; viene usata per aggiungere note di mughetto in profumi e altri prodotti per la cura della persona e della casa.

## Storia
Sinora non è mai stato possibile ricavare un olio essenziale che preservi le caratteristiche odorose del mughetto, e non sono neanche noti con precisione i componenti che caratterizzano l'aroma di questo fiore. All'inizio del XX secolo i chimici iniziarono a sintetizzare nuovi composti cercando di mimare l'aroma di mughetto. L'aldeide ciclamino è stata la prima aldeide sintetica usata commercialmente per aggiungere note di mughetto in profumeria. La molecola fu sintetizzata per la prima volta nel 1919 da Gustave-Louis Blanc all'università di Parigi. In seguito il composto fu riscoperto nel 1929 da Angelo Knorr e Albert Weissenborn alla Agfa (ora Agfa-Gevaert). I diritti di proprietà intellettuale furono trasferiti alla Winthrop Chemical Corporation di New York dove iniziò la produzione industriale. Dopo il 1950 la struttura di base dell'aldeide ciclamino è stata modificata variamente, sviluppando altri odoranti di mughetto; alcuni dei composti più noti sono Lilial (1959), Bourgeonal (1959), Helional (1958) e Nympheal (2014).

## Proprietà

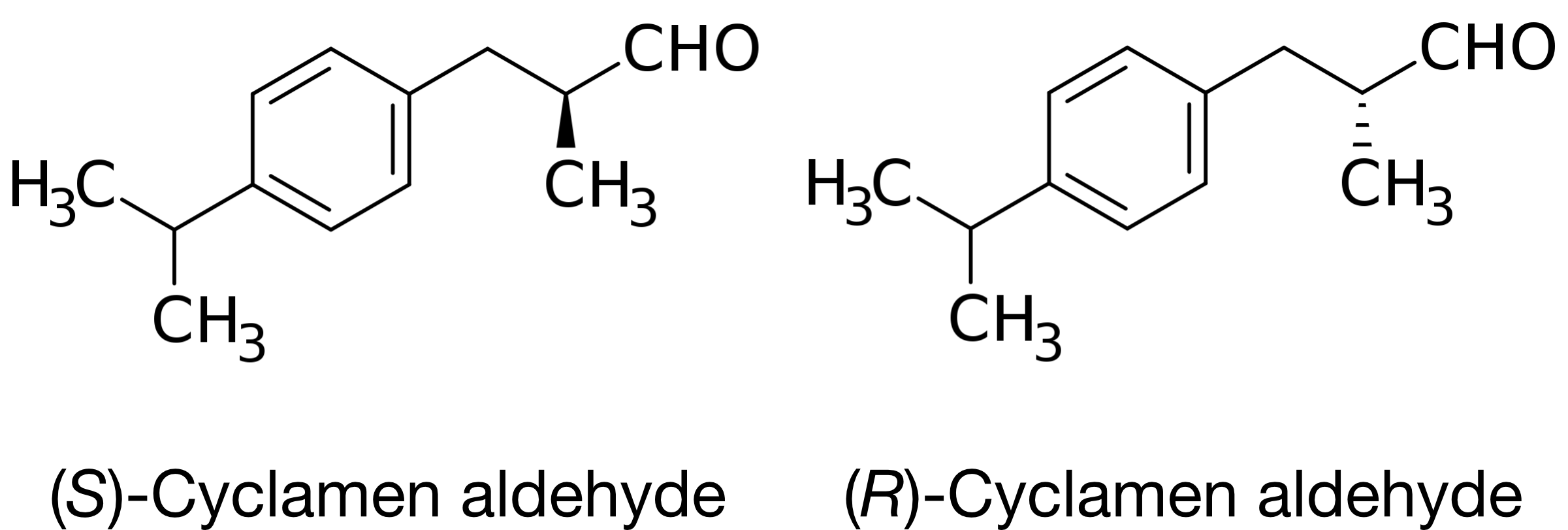
I due enantiomeri dell'aldeide ciclamino

La molecola di aldeide ciclamino possiede un centro stereogenico e sono quindi possibili i due enantiomeri rappresentati in figura. Nel processo di sintesi viene normalmente prodotto il composto racemo, che possiede una soglia olfattiva di 2,51 ng/L. I due enantiomeri sono stati isolati, e si è trovato che differiscono notevolmente nelle proprietà organolettiche;
- (R)-aldeide ciclamino possiede un forte odore floreale di mughetto con note di agrumi e tè; questo è l'enantiomero che contribuisce maggiormente all'odore di mughetto del composto racemo.
- (S)-aldeide ciclamino ha un odore floreale più debole, con note terrose, ozoniche e ammuffite.

## Sintesi
Esistono due principali processi industriali di sintesi dell'aldeide ciclamino; in entrambi i casi viene prodotto il composto racemo. Il primo processo inizia con la condensazione della 4-isopropilbenzandeide con la propionaldeide, poi segue una idrogenazione catalizzata con palladio per arrivare all'aldeide ciclamino.

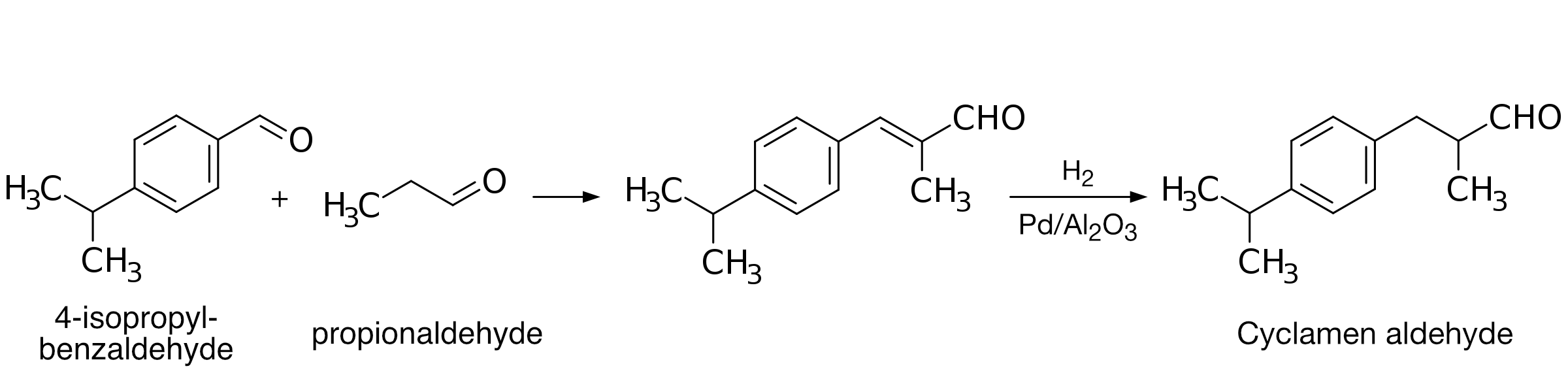
Sintesi dell'aldeide ciclamino, a partire dalla 4-isopropilbenzandeide

Il secondo processo prevede una alchilazione di Friedel-Crafts dell'isopropilbenzene con diacetato di metacroleina; l'acetato intermedio di reazione è poi idrolizzato per ottenere l'aldeide ciclamino.

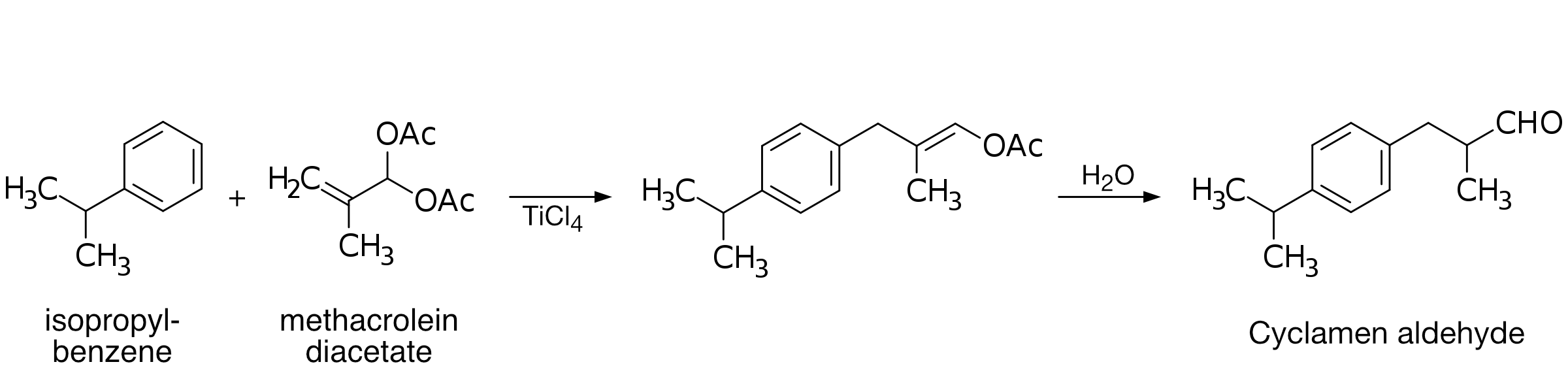
Sintesi dell'aldeide ciclamino, a partire dall'isopropilbenzene

## Tossicità / Indicazioni di sicurezza
È stato condotto uno studio per valutare la sicurezza d'impiego dell'aldeide ciclamino, stabilendo le massime concentrazioni accettabili in cosmetici e altri prodotti domestici, concludendo che il composto è sicuro nell'ambito degli usi esaminati.